# Мельник Петро Володимирович
Петро Володимирович Мельник (18 червня 1957 року, село Ремчиці Сарненського району Рівненської області — 16 грудня 2018 року, місто Київ) — доктор економічних наук, професор, заслужений економіст України. Екс-ректор Національного університету державної податкової служби України. Член-кореспондент Національної академії педагогічних наук України.

## Біографія
Народився 18 червня 1957 року на Рівненщині, у робітничій багатодітній родині.

### Освіта
- 1976 — Ірпінський індустріальний технікум,
- 1984 — Київський технологічний інститут легкої промисловості,
- звання магістра ділового адміністрування отримав після закінчення Київського економічного університету у 1996 році,
- 2002 році закінчив юридичний факультет Академії ДПС України.

### Трудова діяльність
Трудову діяльність розпочав у 1978 році в Ірпінському індустріальному технікумі, а з 1991 року очолив його. Згодом цей науковий заклад, зазнавши низку реорганізацій, був перетворений 2006 року на Національний університет державної податкової служби України. Мельник залишався його ректором до 1 серпня 2013, коли під час корупційного скандалу написав заяву про звільнення.

## Наукова діяльність
Основними напрямами наукової діяльності П. В. Мельника є економічне та правове забезпечення податкової політики держави. Він є автором понад 100 наукових праць, цілого ряду монографій, автором і співавтором 16 підручників і навчальних посібників, де висвітлюються проблеми оподаткування.

## Політична діяльність
У 1998 році П. В. Мельника обрано до Парламенту України, де він був заступником голови Комітету Верховної Ради України з питань законодавчого забезпечення правоохоронної діяльності. У його депутатському доробку 8 законопроєктів та більше 200 поправок, доповнень до інших законопроєктів, які в більшості ухвалені Верховною Радою України.
У 2006 році П. В. Мельник знову обраний до Верховної Ради України по багатомандатному загальнодержавному округу Партії Регіонів. Він є заступником голови Комітету Верховної Ради України з питань бюджету.
На виборах до Верховної Ради України 2012 року був кандидатом по виборчому округу № 95 (Київська область).

## Скандали

### Президентські вибори 2004 року
Під час президентських виборів 2004 року Петро Мельник агітував студентів Національної Академії державної податкової служби України голосувати за Віктора Януковича.

### Скандал з Іриною Геращенко
18 березня 2012 року на виборах мера міста Обухова Петро Мельник схопив і намагався силою виштовхати з дільниці депутата від НУНС Ірину Геращенко, яка спостерігала за їх перебігом.. Після інциденту Ірина Геращенко залишилась на дільниці серед міжнародних спостерігачів, яких Петро Мельник не зважився атакувати.
Наступного дня Мельник заявив, що готовий вибачитися перед Геращенко за умови, що та спочатку вибачиться, що назвала його хамом.
За словами Геращенко, депутат Мельник почав своє спілкування з нею із фрази:
 — заявила пані Геращенко.
Після інциденту 20 березня у сесійній залі Верховної Ради Мельник намагався дати Геращенко букет троянд, але та не прийняла його.

### Парламентські вибори 2012 року
Ще до старту виборчої кампанії у квітні 2012 року від імені Петра Мельника поширювались паски та вітальні листівки.
На початку вересня 2012 року стало відомо, що працівникам та студентам Національного університету державної податкової служби України наказано взяти відкріпні талони для себе та ще кількох родичів з метою голосування на виборчому окрузі № 95, на якому балотується Петро Мельник під загрозою звільнення або виключення з вишу, які прописуються у гуртожитках вишу. Центральна виборча комісія звернулась до Генеральної Прокуратури України з метою перевірки фактів примусу студентів та працівників Національного університету державної податкової служби України, адже на 4 вересня 2012 року заяви про зміну свого місця голосування на виборчий округ № 95 подали 634 особи. На середину вересня 2012 кількість таких осіб становила більше 900.
1 вересня 2012 року в Ірпінській школі № 3 були роздані Букварі, куплені за державний кошт, у пакетах з символікою П. Мельника, а також поширювались агітаційні матеріали від нього. Також розповсюджувались агітаційні матеріали від Петра Мельника та Партії регіонів у святі першого дзвоника у м. Вишневому, а вітальні листівки від Петра Мельника були поширені у Вишнівській школі № 3.
У жовтні 2012 року Петро Мельник став об'єктом уваги активістів кампанії «Помста за розкол країни».

### Справа про хабар 2013 року
27 липня 2013 року стало відомо, що Петра Мельника затримано під час отримання хабара у розмірі 40 та 80 тисяч гривень, які він вимагав від двох громадян України за вступ їхніх родичів до Національного університету державної податкової служби України, який він очолює, а під час обшуку в його кабінеті виявлено ще 30 тис. доларів. Пізніше Петро Мельник був госпіталізований до лікарні.
Суд не зміг визначитись із запобіжним заходом щодо Петра Мельника 29 липня, оскільки тому нібито стало погано, та 30 липня, коли Мельник спочатку не з'явився до суду, і його пізніше привезли до будівлі суду у кареті швидкої допомоги. Водночас на думку представників прокуратури, Мельник «умисно ухиляється від розгляду суддею-слідчим клопотання про обрання йому запобіжного заходу у вигляді утримання під вартою, зловживаючи своїм правом, а також станом здоров'я», а суд ухвалив рішення про примусовий привід підозрюваного для участі у судовому засіданні 1 серпня. Пізніше стало відомо, що Петра Мельника готують до операції на серці.
1 серпня 2013 року суд ухвалив залишити Петра Мельника на 60 діб під домашнім арештом. Пізніше на нього вдягли електронний засіб стеження до арештанта.
9 серпня 2013 стало відомо, що підозрюваний Петро Мельник, який перебував під домашнім арештом втік, позбувшись електронного браслету.
14 серпня 2013 на виконання запиту Головного управління боротьби з організованою злочинністю МВС України та на підставі рішення Печерського районного суду столиці щодо дозволу на затримання Петра Мельника, Робочим апаратом Укрбюро Інтерполу підозрюваного оголошено в міжнародний розшук.
Після зникнення Петра Мельника у ЗМІ з'явилась інформація, що Петро Мельник перебуває в Австрії, виїхавши туди через Білорусь, а міністр внутрішніх справ Віталій Захарченко заявив, що місце перебування Мельника встановлено.
9 вересня 2013 року стало відомо, що Петро Мельник перебуває у США в місті Сан-Маркос (штат Каліфорнія), де проживає його донька.
1 квітня 2014 року повернувся в Україну, був затриманий МВС України. 8 травня був звільнений під заставу 609 тис. грн.
5 грудня 2017 року Бородянський районний суд Київської області визнав Петра Мельника невинуватим у скоєнні злочину за ч. 5 ст. 191 Кримінального кодексу України та виправдав його у зв'язку з недоведеністю складу злочину.
Помер Петро Мельник 16 грудня 2018 року у клініці «Феофанія» від двобічної пневмонії.

## Громадська діяльність
П. В. Мельник проводив активну громадську діяльність:
- обраний до науково-консультативної ради при Верховному Суді України,
- був заступником голови Спілки юристів України,
- членом Колегії ДПА України,
- представником Всесвітньої асоціації юристів в Україні.
- обраний співголовою Ради міжнародної громадської організації «Ліга захисту прав платників податків»,
- членом координаційної ради Всеукраїнської громадської організації «Антикорупційний форум».

## Відзнаки
Мельник нагороджений радянською медаллю «За трудову відзнаку», орденами «За заслуги» ІІІ та II ступеня, Почесною грамотою Верховної Ради України.
23 серпня 2011 року Віктор Янукович нагородив Петра Мельника орденом «За заслуги» I ступеня.
Був Почесним громадянином м. Вишневого Києво-Святошинського району Київської області (2012). Після корупційного скандалу, місто Вишневе позбавило його цього звання.

## Особисте життя
Петро Мельник побудував 3 маєтки у с. Дмитрівці під Києвом: для себе, сина Максима та тещі, але записав їх усі на родичів. Є припущення, що він є власником ще й будинку в Ірпені та Литві.